# Asplundia ferruginea
Asplundia ferruginea là một loài thực vật có hoa trong họ Cyclanthaceae. Loài này được Grayum & Hammel miêu tả khoa học đầu tiên năm 1982.